# Blindspot (seizoen 2)
Dit artikel vat het tweede seizoen van Blindspot samen. In de Verenigde Staten liep dit seizoen van 14 september 2016 tot en met 17 mei 2017 en bevat tweeëntwintig afleveringen. 

## Rolverdeling

### Hoofdrollen
- Jaimie Alexander - Jane Doe, Taylor Shaw
- Sullivan Stapleton - FBI agent Kurt Weller (teamleider)
- Rob Brown - FBI agent Edgar Reade
- Audrey Esparza - FBI agente Natasha Zapata
- Ashley Johnson - FBI agente Patterson
- Archie Panjabi - NSA agente Nas Kamal
- Michelle Hurd - Shepherd
- Luke Mitchell - Roman

### Terugkerende rollen
- Ukweli Roach - dr. Robert Borden
- Li Jun Li - dr. Karen Sun
- Trieste Kelly Dunn - Allison Knight (US Marshal en geliefde van Kurt)
- Jonathan Patrick Moore - Oliver Kind
- Jefferson White - Parker

## Afleveringen
| Nr. | Aflevering | Titel                                | Regisseur          | Schrijver(s)                   | Selectie gastrollen | Uitzenddatum      |  |
| --- | ---------- | ------------------------------------ | ------------------ | ------------------------------ | --- | ----------------- |  |
| 24 | 1          | In Night So Ransomed Rogue           | Martin Gero        | Martin Gero                    | Dylan Baker - FBI directeur Pellington Nicolette Debellis - jonge Jane Lachlan O'Day - jonge Ramon                                                        | 14 september 2016 |  |
| Jane wordt al voor drie maanden gevangen gehouden en gemarteld door de CIA, nadat zij werd gearresteerd door Kurt. Het lukt haar uiteindelijk te ontsnappen waarna zij onderduikt in New Jersey. Het FBI team krijgt een nieuwe leidster, namelijk NSA agente Nas Kamal, met wie zij Jane weer opnieuw oppakken. Tijdens de ondervraging krijgt Jane een waarheidsserum toegediend waardoor zij de waarheid moet vertellen. Zij legt uit hoe zij betrokken was bij de dood van Oscar en Mayfair, dit tot grote schok voor het FBI-team. Nas onthult dat Jane en Oscar lid zijn van de terroristische groep Sandstorm, en dat zij Jane wil gebruiken als dubbelagente in deze groep. Ondanks het wantrouwen naar Jane besluit het FBI-team hiermee akkoord te gaan, dit om Mayfair te wreken. Jane maakt zich op voor een ontmoeting met Roman, een lid van Sandstorm, en laat zichzelf neerschieten om zo een alibi te verschaffen voor haar drie maanden afwezigheid. Roman pikt haar op en laat haar behandelen aan haar kogelwond en neemt haar hierna mee naar Shepherd, leidster van Sandstorm. Zij onthult aan Jane dat zij haar adoptiemoeder is, en dat Ramon haar biologische broer is. Shepherd onthult verder aan Jane dat haar geboortenaam Remy is, en dat zij graag ziet dat Jane doorgaat met haar werkzaamheden als dubbelagente bij de FBI. Nadat Jane de ontmoetingsplek heeft verlaten hebben Shepherd en Ramon een discussie over een andere dubbelagent bij de FBI. Ondertussen begint Patterson, met behulp van het netwerk van de NSA, aan het ontcijferen van de dossiers op de USB-stick van Mayfair. Zij ontdekt dan een luchtfoto van een slagveld waarop zij Jane gewond en bewusteloos ziet liggen in militaire kleding. |            |                                      |                    |                                | |                   |  |
| 25 | 2          | Heave Fiery Knot                     | David McWhirter    | Brendan Gall                   | Daniel J. Watts - Freddy Karishma Ahluwalia - Valentine Barker Meredith Forlenza - Gail Brown Ed Moran - Robert Kingston                                  | 21 september 2016 |  |
| Shepherd draagt Jane op om het FBI-team een tatoeage te onderzoeken, die hen leidt naar een Mexicaanse drugsbende. Zij plannen een aanslag op een vliegtuig dat vanuit Mexico onderweg is met belangrijke landbestuurders naar LaGuardia Airport. Het FBI-team kan deze aanslag ternauwernood voorkomen, maar Nas vertelt dan aan Jane dat iedere oplossing van een tatoeage een rimpeleffect kan geven met ongekende consequenties. Tevens ontdekt het FBI-team dat Shepherd dubbelagentes heeft bij de overheid, inclusief bij de United States Department of Justice. Het wordt ook onthuld dat Nas stiekem de sessies afluistert van dr. Borden. Dr. Borden vraagt ondertussen Patterson of zij met hem een hapje wil gaan eten. Kurt krijgt te horen van Allie dat zij van hem zwanger is, en biedt hem aan om daar deel van uit te gaan maken. Kurt is geschokt van dit nieuws en twijfelt of hij wel een goede vader zal zijn, en dat hij deel wil uitgaan maken van het leven van de baby. Edgar praat met zijn oude jeugdvriend Freddy over het getuigen tegen hun voormalige American football coach (uit seizoen 1), en hij realiseert zich dan dat hij ook waarschijnlijk een slachtoffer van hem was. Vastbesloten om Jane te beschermen drogeert Roman Jane en ontvoert haar hierna. |            |                                      |                    |                                | |                   |  |
| 26 | 3          | Hero Fears Imminent Rot              | Jeff T. Thomas     | Alex Berger                    | Jorge Eliézer Chacón - Darrel Alomar Joe Cobden - Jeffrey Kantor Rafael Sardina - Jose Hugues Faustin - Mitch                                             | 28 september 2016 |  |
| Jane komt weer bij haar bewustzijn en ontdekt dat zij zich in een schuilplaats bevindt van Sandstorm. Shepherd blijkt te twijfelen aan haar alibi van haar verblijf in de laatste drie maanden, Jane verklaarde dat zij die drie maanden gevangen werd gehouden door Cade. Maar Shepherd heeft ontdekt dat Cade in die tijd in Venezuela was. Shepherd draagt Jane nu een test op voor haar loyaliteit, zij moet een wetenschapper doden die een belangrijke microchip zou overhandigen aan Sandstorm. Jane heeft echter een verleden met het slachtoffer en kan hem daardoor niet doden, Ramon doet dit dan en draagt haar op om terug te keren naar de FBI en verdere instructies af te wachten. Het FBI-team is ondertussen bezig met het jacht op een bommenlegger in New York. Wanneer Kurt in gesprek komt met de bommenlegger probeert hij hem kalm te krijgen zodat hij zichzelf overgeeft. Nas schiet dan de man zonder waarschuwing vanaf een afstand neer, dit zorgt ervoor dat de spanning tussen haar en Kurt verder toeneemt. Ondertussen delen dr. Borden en Patterson een kus. Edgar biecht tegen Tasha op dat hij waarschijnlijk herinneringen van seksueel misbruik uit zijn jeugd heeft weggedrukt. Jane keert terug bij Sandstorm en ontdekt dat Ramon aan Shepherd heeft verteld dat zij geslaagd is voor haar test. Zij bedankt hem maar hoort dan van hem dat het nu snel kan gaan, en dat hij de volgende keer haar niet meer kan en zal beschermen. |            |                                      |                    |                                | |                   |  |
| 27 | 4          | If Beth                              | Jeff F. King       | Ryan Johnson Peter Lalayanis   | Karen Pittman - Elizabeth Gubara Daniel J. Watts - Freddy Brian O'Neill - coach Jones Gi'onna Kamille - Meridia                                           | 5 oktober 2016    |  |
| Door de mogelijkheid van mogelijk seksueel misbruik in zijn jeugd gaat Edgar gebukt onder zware mentale druk, dit zorgt ervoor dat hij een hacker hardhandig fysiek aanvalt bij zijn arrestatie. Later huurt Tasha de hacker in om in het geheim een klus te klaren. Ondertussen gaat het FBI-team door een aanwijzing in een tatoeage van Jane undercover op een gala van een museum, waar een terrorist twee mensen doodschiet. Zij ontdekken dat de terrorist een ex-CIA agente is, en dat haar identiteit verwijderd werd nadat zij corruptie in de CIA wilde openbaren. Haar slachtoffers in het museum waren corrupte agenten van de CIA. De vrouw geloofd stellig dat haar dochter vermoord werd door de CIA, Kurt ontdekt echter dat de dochter nog leeft en brengt haar terug bij haar moeder. Roman dwingt Shepherd de jeugd van Jane aan haar te onthullen, om zo Jane te overtuigen van haar deelname aan de missie van Sandstorm. Nas laat Kurt bewijzen zien dat hij al voor twintig jaar in de gaten werd gehouden door Sandstorm. |            |                                      |                    |                                | |                   |  |
| 28 | 5          | Condone Untidiest Thefts             | Rob Seidenglanz    | Christina M. Kim               | Lee Tergesen - Patrick O'Malley Brian O'Neill - coach Jones Sheila Tapia - Melissa Mike McGowan - senator Donahue                                         | 12 oktober 2016   |  |
| Het FBI-team onderzoekt een mislukte moordaanslag op senator Donahue. Bewijzen brengt hen naar de terminale zieke neef van hem, Patrick O'Malley. Die verklaart dat de senator in het geheim aan het hoofd staat van een Ierse maffiabende, en dat hij zelf de aanslag op hem heeft geregeld. Allie, het FBI-team en Patrick vinden bewijzen tegen de senator, maar krijgen dan bezoek van mensen van de senator die hen willen vermoorden. In het daaropvolgende gevecht raakt Allie zwaar gewond door een schot in haar been, Patrick haalt haar dan over om hem te vertrouwen zodat zij kunnen ontsnappen. Nadat zij de senator hebben gearresteerd verteld Allie aan Kurt dat zij nu kantoorbaan zal doen voor de bescherming van haar baby, en suggereert Kurt hetzelfde te doen voor hun baby. Ondertussen kan Patterson, dankzij de hacker die Tasha had ingehuurd, het dossier M7G677 openen. Hierin vindt zij e-mails tussen Mayfair en Douglas Winter, de klokkenluider die operatie Orion in het openbaar bracht. Jane krijgt flashbacks van een dokter die haar gered heeft in Afghanistan, en Shepherd legt haar uit hoe zij in Amerika terechtkwam, later blijkt het verhaal van Shepherd een leugen te zijn. Ondertussen valt Edgar, door zijn obsessie voor de misdaden die zijn voormalige coach heeft gepleegd, hem aan, en breekt later in zijn huis in. Daar vindt hij een videocassette met zijn naam erop vermeld, Tasha vindt hem later staande over het vermoorde lichaam van de coach in het huis. |            |                                      |                    |                                | |                   |  |
| 29 | 6          | Her Spy's Harmed                     | Olatunde Osunsanmi | Chris Pozzebon                 | P.J. Byrne - Douglas Winter Brian O'Neill - coach Jones William Connell - Caruso Marcus Choi - Ray Yamada                                                 | 19 oktober 2016   |  |
| Edgar beseft dat hij er zeer verdacht opstaat nadat hij door Tasha werd gevonden bij het vermoorde lichaam van de coach, maar bezweert haar dat hij niet de moordenaar is. De moord op de coach komt onder de aandacht bij Patterson, Edgar en Tasha proberen nu wanhopig de aandacht op Edgar te maskeren zodat hij niet als verdachte wordt gezien. Ondertussen gaat Jane samen met Roman naar een bedrijf om daar een belangrijke microchip te stelen voor Sandstorm. Terwijl Roman de beveiliging bezighoudt, probeert Jane de gegevens van de microchip te uploaden naar Patterson. Jane ziet dan dat Roman het aflegt tegen de beveiligers, en besluit het uploaden te stoppen en Roman te helpen. Kurt en Nas reizen af naar Bulgarije om daar te zoeken naar Douglas Winter, en ontdekken daar dat de nieuwe directeur van de CIA ook hetzelfde doel heeft. Wanneer Kurt en Nas hem vinden verklaart hij tegen hen dat hij erin geluisd is door twee gemaskerde mannen die valse bewijzen op zijn laptop hebben geplaatst, en dat hij een geluidsopname met vervormde stemmen van de twee mannen heeft. Het lukt hen Douglas veilig terug te krijgen naar Amerika, en Patterson kan de vervormde stemmen van de twee mannen decoderen. Jane hoort de twee stemmen en geeft meteen aan dat deze stemmen behoren aan Ramon en Shepherd, Kurt beseft dan dat hij de stem van Shepherd ook kent. |            |                                      |                    |                                | |                   |  |
| 30 | 7          | Resolves Eleven Myths                | Jeff F. King       | Eric Buchman                   | Ennis Esmer - Rich Dotcom Josh Dean - Boston Marcus Choi - Ray Yamada Meredith Forlenza - Gail Brown                                                      | 26 oktober 2016   |  |
| Jane droomt over een gevecht tussen zichzelf en een vrouw die verdacht veel op haar lijkt, en zij lijkt deze strijd niet te kunnen winnen. Later op het FBI kantoor merkt het team dat het computersysteem gehackt wordt door een oude bekende ontsnapte gevangene, namelijk Rich Dotcom (uit seizoen 1). Rich wil bescherming van de FBI tegen een huurmoordenaar met de naam Arcadian. Het lukt Arcadian het FBI-gebouw binnen te dringen en vermoord twee FBI agenten en plaatst een vloeistofbom in de lift. Het FBI-team splitst zich op om zo op jacht te gaan op Arcadian, Edgar en Tasha gaan samen op zoek. Terwijl zij aan het bekvechten zijn over een zaak raken zij in gevecht met Arcadian, hij slaat Edgar neer en ontvoert Tasha die bewusteloos is. Hij drogeert Tasha met een giftige injectie, en vertelt het FBI-team dat hij in ruil voor Rich een tegengif voor Tasha zal geven. Kurt en Rick creëren valse camerabeelden zodat het lijkt dat zij zich niet verplaatsen, dan vinden zij Arcadian en doden hem in een gevecht. Als zij dan bij Tasha komen is zij nauwelijks aanspreekbaar en vinden drie capsules met injectievloeistof, niet wetende welke haar zal redden. Dankzij een morsecode lukt het Tasha nog aan hen door te geven welke haar zal redden. Nadat alle gebeurtenissen achter de rug zijn zet de FBI Rich op transport naar de gevangenis. Onderweg probeert hij nog via een list te ontsnappen, Kurt komt hier echter op tijd achter en kan hem nog tegenhouden. Ondertussen ontvangt Ramon een bericht van een informant die hem informeert dat de trouw van Jane bij de FBI ligt. Tasha laat het mes, die als moordwapen is gebruikt op de coach, verdwijnen bij de politie. Zij ziet dan dat de mes behoort aan Freddy, de jeugdvriend van Edgar en slachtoffer van seksueel misbruik door de vermoorde coach. |            |                                      |                    |                                | |                   |  |
| 31 | 8          | We Fight Deaths on Thick Lone Waters | Rob Hardy          | Kristen Layden                 | Aaron Abrams - Matthew Weitz Daniel London - Emile Matt Murray - Clive Doyle Mia Vallet - Lynn Burton Jing Xu - dr. Mingxia Chen                          | 9 november 2016   |  |
| Wanneer Jane en Kurt van de aardbodem verdwijnen tijdens een undercoveroperatie krijgt de FBI bezoek van Weitz die de FBI aan een onderzoek onderwerpt. Hij en de rest van het FBI-team moeten nu zien te ontdekken wat er gebeurd is, dit wordt lastig als twee criminelen tegenstrijdige verklaringen afgeven over wat er gebeurd is. Uiteindelijk vinden zij Jane, en ontdekken dat Kurt achter een wapendealer aanzit om zo toch zijn opdracht te voltooien. Kurt wordt dan toch gevangen genomen door zijn doelwit, en wordt dan door hem geveild tegen de hoogte bieder. Het FBI-team wint de veiling, en kunnen dan bij de overdracht de wapendealer arresteren. Weitz dreigt dan de carrière van Nas te beëindigen, zij geeft dan Patterson complete toegang tot haar dossiers over Sandstorm. Ondertussen geniet iedereen van de babyshower voor de baby van Kurt en Allie. Tasha brengt het mes van Freddy terug als bewijs naar de politie, terwijl Edgar Freddy helpt te vluchten. Roman ontmoet Jane, en vertelt haar dat zij klaar moet staan als fase 2 begint van Sandstorm. |            |                                      |                    |                                | |                   |  |
| 32 | 9          | Why Let Cooler Pasture Deform        | Tawnia McKiernan   | Brendan Gall                   | Georgina Reilly - Chris Brian O'Neill - coach Jones Quincy Dunn-Baker - Conor Jared Zirilli - nep Conor                                                   | 16 november 2016  |  |
| Jane is bij Sandstorm als zij de FBI waarschuwt dat operatie Sandstorm op handen is, Kurt en zijn team haasten zich dan naar het hoofdkwartier van Sandstorm. Roman slaat dan Jane bewusteloos, en wanneer zij weer bijkomt hoort zij van Shepherd dat zij allang op de hoogte was dat zij aan de zijde van de FBI staat. Dit wist zij dankzij haar mol bij de FBI, namelijk dr. Borden. Flashback: de vrouw van dr. Borden was de dokter die Jane verzorgde in Afghanistan, en nadat de vrouw door een bombardement werd gedood haalde Jane dr. Borden bij operatie Sandstorm. Nu: Shepherd vertelt Jane dat zij fase 2 opgestart heeft om zo het FBI-team uit hun tent te lokken. Als het FBI-team bij het hoofdkantoor van Sandstorm aankomt laat zij een bom ontploffen, wat het team in het puin terecht laat komen. Shepherd geeft dan Ramon de opdracht Jane te doden, wanneer hij dit weigert probeert Shepherd hen beide te doden. Het lukt Ramon en Jane aan haar te ontsnappen voordat zij hierin slaagt. Kurt kan zichzelf en het team bevrijden uit het puin. Jane verzorgt de verwondingen van Ramon en verwijdert meteen zijn geheugen, hopend hem zo een nieuwe kans te geven zoals zijzelf heeft gehad. Ondertussen herkent Patterson een ring van dr. Borden, en beseft dat hij voor Sandstorm werkt. Zij probeert hem dan te arresteren, en wanneer hij terugvecht wordt er een schot afgevuurd zonder dat het duidelijk is wat er geraakt wordt. |            |                                      |                    |                                | |                   |  |
| 33 | 10         | Nor I, Nigel, AKA Leg in Iron        | David Tuttman      | Rachel Caris Love              | Dylan Baker - FBI directeur Pellington Hugues Faustin - Mitch Joniece Abbott-Pratt - Charly Evon Lachlan O'Day - jonge Roman                              | 4 januari 2017    |  |
| Het wordt duidelijk dat het schot Patterson heeft geraakt, zij heeft het overleefd maar wordt dan gegijzeld door dr. Borden en wordt dan door Shepherd gemarteld voor informatie. Een aan geheugenverlies lijdende Roman ontsnapt aan de gevangenschap van Jane, en wordt later weer bevrijd uit de gevangenschap van Sandstorm door Jane en Kurt. De FBI ondervraagt Roman voor hints over de verblijfplaats van Patterson, maar hij herinnert zich helemaal niets. Tasha ontdekt dan gecodeerde boodschappen van Sandstorm dat de FBI naar de locatie van dr. Borden leidt. Directeur Pellington ontslaat Nas van haar FBI werkzaamheden, dit omdat zij gefaald heeft in haar jacht op Sandstorm. De FBI kan Patterson redden voordat zij gedood zou worden door Sandstorm, maar kunnen niet voorkomen dat dr. Borden ontsnapt. Pellington geeft de order dat Roman overgedragen wordt naar de CIA voor verdere ondervraging, maar komt hierop toch terug en haalt tevens Nas terug in haar functie nadat Kurt met zijn ontslag dreigt. Patterson ontrafelt meer gecodeerde dossiers, en vindt ruwe blauwdrukken van tatoeages van Jane met een mysterieuze tatoeage die niet op het lichaam van Jane bevindt. Ondertussen maakt Edgar romantische toespelingen naar Tasha, die zij echter afwijst. |            |                                      |                    |                                | |                   |  |
| 34 | 11         | Droll Autumn, Unmutual Lord          | Adam Salky         | Hadi Nicholas Deeb             | Chad Donella - CIA agent Keaton Bridget McGarry - Erin Keaton Mark Ivanir - Anton Stepulov                                                                | 11 januari 2017   |  |
| Wanneer terroristenleider Anton Stepulov Amerika binnendringt, gaat het FBI-team op onderzoek uit. Zij ontdekken dat hij naar Amerika is gebracht door CIA agent Keaton om informatie te delen over een terroristische aanslag, dit in ruil voor een harttransplantatie voor zijn zoon. De zoon sterft echter tijdens de operatie, en de FBI wordt nu gedwongen om de aanslag te stoppen zonder de hulp van Anton. Zij ontdekken dat het doelwit van de aanslag een basketbal wedstrijd is op een highschool waar de dochter Erin van Keaton meespeelt. De mannen van Anton ontvoeren Erin en houden haar in gijzeling, maar wordt dan gered door Kurt en Jane en zij kunnen tevens ook de aanslag voorkomen. Ondertussen vertelt Allie aan Kurt dat zij overweegt te verhuizen naar Colorado met hun kind. Nas brengt een psychiater bij de FBI om Roman te evalueren, en concludeert dat hij geen empathie heeft. Patterson lost de puzzel op van de vermiste tatoeage, het leidt haar naar Kat Jarrett. Kat is een lid van een motorbende, en heeft een onbekende connectie met Roman. |            |                                      |                    |                                | |                   |  |
| 35 | 12         | Devil Never Even Lived               | Kate Woods         | Deanna Shumaker Chris Pozzebon | Amber Skye Noyes - Kat Jarett Charles Halford - Abel Marx Meagan Kimberly Smith - Nikki                                                                   | 18 januari 2017   |  |
| Jane en Roman gaan undercover in de motorbende The Viper Kings van Kat Jarrett. Nadat Roman Kat ziet herinnert hij zich dat zij een romantische relatie hadden, en dat zij plannen hadden om samen weg te lopen. Dit ging niet door omdat Remy, Jane voordat haar geheugen werd gewist, hem dwong Kat te verlaten. Jane en Roman organiseren een overval om zo aan de explosieven te komen voor de Kings die zij dan willen doorverkopen aan Sandstorm, om zo de FBI de kans te geven om Shepherd te arresteren. Nadat de overval succesvol is verlopen, beschuldigd de achterdochtige Kat Roman en Jane voor de politie te werken. Roman bekend deze beschuldiging, maar verklaard dat hij dit heeft gedaan om zo bij haar te kunnen zijn. Kat helpt hem en Jane hierna te ontsnappen van de Kings, maar wordt hierbij dodelijk getroffen door een pistoolschot. De FBI doet een inval tijdens de ontmoeting tussen de Kings en Sandstorm, maar ontdekken dan dat Shepherd al gevlucht is met de explosieven. Door deze gebeurtenis verbreekt Nas haar romantische relatie met Kurt, dit omdat zij voelt dat de relatie hun werk beïnvloed. Ondertussen raakt Edgar romantisch betrokken in een relatie met een ex-vriendin van Freddy. Jane herkent Shepherd op een foto die zij ziet in een highschooljaarboek van Kurt, en hij herinnerd zich uiteindelijk wie Shepherd is. |            |                                      |                    |                                | |                   |  |
| 36 | 13         | Name Not One Man                     | Glen Winter        | Ryan Johnson Peter Lalayanis   | David Furr - FBI agent Boyd Betsy Beutler - Tess Bartell Jayce Bartok - Jared Wisnewski James Andrew O'Connor - Kevin Pabst Meagan Kimberly Smith - Nikki | 8 februari 2017   |  |
| Het FBI-team onderzoekt Jared Wisnewski, leider van een groep anti-overheid boeren die een bomaanslag plannen. Zij ontdekken dan dat Jared een FBI informant is die ingelijfd werd door FBI agent Boyd. Kurt gaat akkoord dat Jared een ontmoeting heeft met zijn medestanders om hen te kunnen arresteren, maar Jared wordt dan neergeschoten en een medestander ontsnapt om een nieuwe aanslag te organiseren. Kurt ontslaat Boyd van de FBI en kan dan samen met zijn team de aanslag voorkomen. Wanneer Kurt zijn oude militaire school bezoekt ontdekt hij de werkelijke naam van Shepherd, Ellen Briggs, en dat zij toen zijn opleiding betaalde. Kurt ondervraagd Sean Clarke, een voormalige collega van Shepherd die invalide is door een beroerte, over Shepherd. Maar Sean kan niets zeggen over Shepherd, maar ratelt alleen maar door over honkbal. Patterson ontdekt dan dat Sean een promotie blokkeerde van Kurt op order van Shepherd, en zij realiseren zich dan dat het geratel van Sean een codebericht was. Wanneer Kurt en Sean weer bij elkaar zijn vertelt Sean over de Truman Protocol, en dan worden zij ontvoerd door Shepherd. Zij doodt dan Sean en martelt Kurt voordat hij kan ontsnappen, zij roept hem nog na dat zij veel op elkaar lijken en dat hij binnenkort aan haar zijde zal staan. Ondertussen stort Patterson in door het vele overwerk. Edgar begint met het gebruiken van cocaïne, om zo om te kunnen gaan met zijn herinneringen aan coach Jones. Jane start een relatie met Oliver Kind. |            |                                      |                    |                                | |                   |  |
| 37 | 14         | Borrow or Rob                        | Laura Belsey       | Eric Buchman                   | Ennis Esmer - Rich Dotcom Josh Dean - Boston Matt Gourley - Thad Munson Mark McConville - Zach Riley Meagan Kimberly Smith - Nikki                        | 15 februari 2017  |  |
| Het FBI-team van Kurt wordt gedwongen om undercover te gaan met hun oude bekende Rich Dotcom in een geheim genootschap, waarvan enkele leden van plan zijn om een oorlog te starten. Kurt en Rich doen zich voor als een stelletje en confronteren hun belangrijkste verdachte, een Silicon Valley ondernemer genaamd Zach Riley. Maar al snel blijkt hij onschuldig te zijn. Dan wordt Rich ontvoerd door de werkelijke dader, en wordt door hem gedwongen een computer te hacken zodat de dader een vuile bom kan ontsteken om zo zijn oorlog te starten. Kurt kan Rich net op tijd bevrijden, maar moet om Rich te bevrijden in zijn voet schieten. Ondertussen zijn Nas, Jane en Roman op zoektocht op diverse locaties waar Shepherd geleefd heeft, dit om het geheugen van Roman wakker te schudden. Hij krijgt dan een flashback van een gebeurtenis uit zijn verleden, hij heeft de moeder van Taylor Shaw doodgeschoten. Aangezien de moeder een goede vriendin van Kurt was, vraagt Jane aan Ramon dit aan Kurt te verzwijgen. Zach Riley heeft een ontmoeting met dr. Borden, die hem vertelt dat zijn werk belangrijk is voor fase 2 van het plan van Sandstorm. |            |                                      |                    |                                | |                   |  |
| 38 | 15         | Draw O Caesar, Erase a Coward        | Darnell Martin     | Christina M. Kim               | John Wesley Shipp - dr. Katz Javier Muñoz - Marc Gelman Steffanie Leigh - Marjory Aldo Uribe - Pablo                                                      | 22 februari 2017  |  |
| Rich Dotcom heeft een tatoeage ontrafeld, hierdoor kan Patterson drie tatoeages linken naar een geheimzinnige mythische smokkelaar. Om enkele sporen te volgen ondervragen Jane en Tasha een antiekhandelaar die gevangen zit voor doodslag. Kurt en Roman gaan undercover in een privékliniek, en Patterson en Edgar onderzoeken een ander adres. De onderzoeken wijzen uit dat zij gestuit zijn op een illegale menselijke organenhandel, die verkregen wordt bij ontvoerde illegale immigranten. De verkregen organen worden na het verwijderen verkocht aan rijke klanten. Kurt en Roman worden dan gepakt door de smokkelaars, maar worden net op tijd gered door de rest van het team. Patterson heeft tijdens hun werkzaamheden Edgar geobserveerd en komt tot de conclusie dat hij drugs gebruikt, en confronteert hem hiermee. Hij blijft echter bij hoog en laag beweren dat zij het helemaal mis heeft. Nas krijgt een bericht van een geheim contact bij Sandstorm en spreekt een ontmoeting af, daar aangekomen wordt zij ineens in haar auto aangevallen. |            |                                      |                    |                                | |                   |  |
| 39 | 16         | Evil Did I Dwell, Lewd I Did Live    | David McWhirter    | Alex Berger                    | Tom Lipinski - Cade Sejal Shah - tandarts Amy Margaret Wilson - Briana Kim Ramirez - assistente                                                           | 22 maart 2017     |  |
| Het lukt Nas ternauwernood te ontsnappen aan haar aanvaller, en concludeert dat Sandstorm haar informant heeft ontmaskerd. Het FBI-team zet een plan op om de aanvaller van Nas te pakken, maar dan wordt Jane aangevallen door Cade. Wanneer het team arriveert onthult Cade dat hij de informant is, en dat hij dit doet omdat hij steeds meer twijfels krijgt over de werkwijze van Shepherd. Hij onthuld de locatie van een medewerker van Sandstorm, daar aangekomen ontdekken zij dat de medewerker vermoord is. Patterson ontdekt een radiozender in haar tand, en gebruikt dit om een val op te zetten voor dr. Borden. Dan doodt dr. Borden zichzelf door het gebruik van een handgranaat, en zijn medestanders plegen zelfmoord. Cade wordt dan vrijgelaten, maar weigert verdere medewerking uit angst voor Shepherd. Ondertussen confronteert Tasha Edgar met zijn drugsgebruik, en licht Kurt hierover in. Tijdens een etentje met Oliver wordt Jane overvallen en gedrogeerd door een gemaskerde man. |            |                                      |                    |                                | |                   |  |
| 40 | 17         | Solos                                | David Johnson      | Kristen Layden                 | Zach Grenier - Herman Meagan Kimberly Smith - Nikki Jonathan Brooks - Darren                                                                              | 29 maart 2017     |  |
| Jane en Oliver komen weer bij bewustzijn en ontdekken dat zij gevangen worden gehouden. Het wordt dan duidelijk dat de vader van Oliver samen met zijn zakenpartner miljoenen dollars hebben verduisterd, en de ontvoerders willen het geld weer terug krijgen in ruil voor hun vrijheid. Het lukt Jane de FBI in te lichten over hun situatie, en het FBI-team kan dan hun redden. Dan ontdekt het team dat de lang vermiste vader van Oliver in werkelijkheid dood is. Na deze gebeurtenissen besluit Oliver zijn relatie met Jane te verbreken. Ondertussen biedt Kurt vrije tijd aan Edgar aan om af te gaan kicken, maar hij weigert dit aanbod. Kurt geeft toestemming dat Ramon bij Jane samen in haar woning gaat wonen. Ramon krijgt dan een herinnering boven dat hij geld krijgt uit een trustfonds dat op naam staat van de geboortenaam van Jane, Alice Kruger. Getraumatiseerd door de gebeurtenissen met dr. Borden haalt Patterson haar woning overhoop, op zoek naar afluisterapparatuur. Edgar wordt door een groep drugsdealers herkend als een FBI agent, en wordt dan flink fysiek toegetakeld. Het FBI-team wordt officieel in kennis gesteld dat zij onder onderzoek gesteld zijn door de overheid, dit voor vermeende verboden hulp aan terroristen. |            |                                      |                    |                                | |                   |  |
| 41 | 18         | Senile Lines                         | Jeff T. Thomas     | Ryan Johnson Peter Lalayanis   | Garret Dillahunt - Travis Aaron Abrams - Matthew Weitz Tyler Dean Flores - Eli Bello Kellie Overbey - Carol Stephen Beach - Frank Mills                   | 5 april 2017      |  |
| Het FBI-team onderzoekt de dood van een tiener die leefde in een pleeghuis, en onthullen zo een geheime test voor nieuwe medicijnen op pleegkinderen. Jane dwingt Kurt om Roman de FBI te laten helpen in hun onderzoek, en zij sporen dan de pleegkinderen op die gebruikt zijn in de geheime testen en kunnen dan de daders arresteren. Inspecteur Weitz ondervraagt de leden van het FBI-team, op jacht voor bewijs voor misstanden bij de jacht op Sandstorm. Om Kurt en zijn team te beschermen neemt Nas alle verantwoordelijkheid op zich voor de gemaakte fouten in de jacht op Sandstorm. Ondertussen verblijft Edgar in het ziekenhuis voor zijn afkicken, en beluit dan samen met Tasha de videoband van coach Jones te bekijken om zo rust te vinden. Shepherd verkrijgt een grote hoeveelheid nucleair materiaal van een medestander, en waarschuwt hem gedurende de uitvoer van fase 2 een bepaald gebied te ontwijken. |            |                                      |                    |                                | |                   |  |
| 42 | 19         | Regard a Mere Mad Rager              | Ernest Dickerson   | Alex Berger                    | Jewel Staite - Kiva Garen Jeremiah Wiggins - Jerry Barnes Charlie Ruedpokanon - Ying                                                                      | 26 april 2017     |  |
| Het lukt Patterson om een rekening van Sandstorm te blokkeren, voordat Shepherd hiermee nucleair materiaal kan kopen op de zwarte markt. De overdracht gaat fout en dit leidt tot een klopjacht door de politie op Shepherd, het lukt hen haar te arresteren en wordt dan gevangen gezet. Het lukt Shepherd echter te ontsnappen, en het nucleair te bemachtigen. Ondertussen is het FBI-team bezig om een database vol met geheime documenten te bemachtigen, inclusief het Truman protocol, dat aangeboden wordt door een hackerorganisatie. Zij moeten echter een opgezet speurtocht vol met obstakels doorstaan om dit te bemachtigen. Aan de finish ontdekken Kurt en Jane dat Sandstorm ook achter de documenten aanzit, en het lukt hen om Sandstorm voor te zijn. Shepherd is hier woedend over en is nu genoodzaakt om de order te geven voor het doden van Kurt. Aan het einde wordt Zapata door de lokale politie gearresteerd voor obstructie van de wet. |            |                                      |                    |                                | |                   |  |
| 43 | 20         | In Words, Drown I                    | Dermott Downs      | Christina M. Kim               | Yadira Correa - Liz Jordan Johnson-Hinds - Stuart Sean Weil - Wes Hartley Ronda Rousey - Devon Penberthy                                                  | 3 mei 2017        |  |
| Zapata gaat undercover naar de gevangenis om daar vriendschap te sluiten met gevangene Devon, een wapensmokkelaarster van Sandstorm. Buiten de gevangenis ontdekt het FBI-team dat Devon een relatie heeft met Parker, een belangrijk persoon van Sandstorm. Devon wordt in de gevangenis neergestoken door een medegevangene, en nu wordt Zapata gedwongen om met haar te vluchten met hulp van haar collega's van de FBI. Eenmaal buiten regelt Devon een ontmoeting met Parker, waar hij Zapata herkent als FBI agente, dit tot woede van Devon. Devon en Parker ontvoeren Zapata naar een verlaten fabriek, waar het FBI-team haar terugvindt. Het lukt het FBI-team om Zapata te bevrijden, en het duo te overmeesteren. Ondertussen hoort Kurt de waarheid over de dood van Emma Shaw, maar beseft dat Shepherd hier verantwoordelijk voor was en niet Jane. Patterson zit kort tegen een burn-out aan, en dit leidt tot een fysieke aanval op een van haar werknemers. Na deze zaak gaan Roman en Jane naar hun huis, en daar herinnert Ramon zich ineens dat Jane zijn geheugen heeft gewist. Dit maakt hem zo woedend dat hij haar aanvalt met een mes. |            |                                      |                    |                                | |                   |  |
| 44 | 21         | Mom                                  | Rob Seidenglanz    | Chris Pozzebon                 | Karishma Ahluwalia - Valentine Barker Bernard Curry - Lawrence Andy McDermott - geheim agent Tobin                                                        | 10 mei 2017       |  |
| Roman wordt overmeesterd en terug gebracht naar zijn cel bij de FBI, waar Roman meer herinneringen terug krijgt. Edgar besluit om overplaatsing aan te vragen naar een plaats buiten New York. Jane en Kurt volgen een spoor dat door Parker is aangeleverd, maar blijkt een valstrik te zijn om hen weg te krijgen. Shepherd en haar team vallen het FBI kantoor binnen en nemen de controle daar over. Tijdens deze actie vermoorden zij directeur Pellington en meerdere FBI agenten om zo bij de computer van Patterson te komen. Shepherd wil deze computer gebruiken om andere FBI gebouwen aan te vallen. Patterson, Edgar en Tasha stoppen Shepherd met haar acties, maar Tasha raakt hierbij gewond. Jane en Kurt keren terug naar hun hoofdkantoor waar zij diverse explosieven ontmantelen die door Shepherd zijn geplaatst. Roman en Shepherd komen weer bij elkaar en ontsnappen samen. Kurt wordt meegenomen naar een geheime schuilplaats, waar hij ontdekt dat hij deel uitmaakt van een geheim overheidsprogramma, genaamd COGS. COGS is een programma wat ingezet zal worden wanneer de regering van Amerika uitgeschakeld wordt. Kurt realiseert zich dan dat fase 2 van Shepherd dit de bedoeling is, om zo COGS aan de macht te helpen. |            |                                      |                    |                                | |                   |  |
| 45 | 22         | Lepers Repel                         | Jeff F. King       | Rachel Caris Love              | Mary Stuart Masterson - FBI directeur Eleanor Hirst Chad Donella - CIA directeur Jake Keaton Mark McConville - Zach Riley Tami Sagher - Eileen Baldwin    | 17 mei 2017       |  |
| Weller ontsnapt samen met CIA directeur Keaton uit de bunker. Op het FBI kantoor lukt het Patterson om de gebruikte explosieven bij de laatste aanslag terug te brengen naar Zach Riley. Tijdens de ondervraging biecht Zach op dat Shepherd een aanslag op Washington D.C. wil plegen door een satelliet, en dat Shepherd nucleair materiaal in de stad heeft verstopt om zo de hele omgeving uit te schakelen. Jane en Kurt spoeden zich naar Washington om Shepherd te stoppen, zij vinden haar uiteindelijk in een ambulance samen met het nucleair materiaal. Patterson probeert ondertussen de satelliet te hacken zodat deze op een andere plek neerstort. Het lukt Jane en Kurt Shepherd te overmeesteren en willen de ambulance verbergen in een verlaten tunnel, om zo de eventuele inslag te minimaliseren. Jane bestuurt de ambulance terwijl Kurt op zoek gaat in de ambulance naar het baken die de satelliet het doelwit geeft. Tijdens dit gebeuren komt Roman tevoorschijn die met een auto een ongeluk veroorzaakt met de ambulance, hierbij raakt Kurt gewond. Het lukt Kurt nog wel te ontdekken dat Shepherd het baken heeft ingeslikt en niet uit gezet kan worden, maar dan verzint hij de oplossing door Shepherd te schokken met een defibrillator. Dit lukt en nu kan Patterson de satelliet naar de andere locatie sturen en kan zij een ramp voorkomen. Jane raakt dan in een gevecht met Roman, maar als zij hem onder schot krijgt kan zij hem echter niet doodschieten, en hierdoor kan Roman vluchten. Shepherd wordt wel gearresteerd en wordt op een geheime locatie gevangen gehouden waar zij onder toezicht komt van Nas. Het FBI-team viert het feit dat zij eindelijk gewonnen hebben van Shepherd, en Kurt en Jane bekennen aan elkaar hun liefde. Twee jaar later leeft Jane op een hoge berg bij monniken, zij heeft om onbekende redenen Kurt en de FBI verlaten. Kurt kan haar echter toch opsporen, en vertelt haar dat Zapata, Edgar en Patterson vermist worden. Hij heeft een verzegeld kistje bij zich met de naam van Jane daarop, en deze opent zich wanneer zij deze samen aanraken. Zij zien daar een metalen voorwerp, en wanneer Kurt deze op het lichaam van Jane houdt veroorzaakt dit dat de tatoeages van haar oplichten. |            |                                      |                    |                                | |                   |  |